# تكوين ثقافي اجتماعي
التكوين الثقافي الاجتماعي (بالإسبانية: formacion sociocultural)‏ هو مفهوم يدعم تطور الأداء والقيم والمهارات، والتي بدورها تسمح للفرد بالتواصل والتعايش مع الآخرين. وتحت هذا المصطلح، يبدأ الفرد في العمل في جماعات، والتواصل معهم بشكل به انسجام، والرغبة في تحقيق أفضل النتائج المطلوبة، مع إعطاء قيمة للعادات والثقافة بوجه عام.

## نشأته
نشأ التكوين الثقافي الاجتماعي في الولايات المتحدة الأمريكية في أوائل الستينيات. خلال فترة الستينيات والثمانينات كانت تقدم بعض الشركات الخاصة دورات تدريبية في المجال الاجتماعي الثقافي للعاملين المقبلين على الهجرة. بعد ذلك، وفي تقرير استقصائي بعنوان سوق سوء الفهم الثقافي عام 1995، اكتشف صحفيان أنه  كان يوجد في هولندا، الدولة التي لا يتعد عدد سكانها 14 مليون نسمة، 200 مكتب متخصص في التوجيه الاجتماعي الثقافي الموجه للشركات. ويرجع الظهور الملحوظ لهذا النوع من الشركات إلى خسارة الملايين من الغيلدرات (العملة الهولندية) كل عام بسبب الصراعات في التواصل بين الثقافات. وبذلك، تظهر المبادرات الأولى من جانب قطاع الشركات، وفي وقت لاحق، قامت جامعة كاليفورنيا بتكليف فريق استشاري ثقافي بمشروع يسمى نموذج الكفاءة الثقافية، لتدريب العاملين بالجامعة لتخطي صراعات التفاعل الثقافي التي كانت تقع بين العاملين المحليين والأجانب.
كان التدريس التقليدي للثقافة في ذلك الوقت يفصل اللغة عن الثقافة، وكان يقصر المعرفة الاجتماعية الثقافية على النظم السياسية والمؤسسات والعادات والتقاليد والفلكلور. ومع ذلك فقد أنشأت الجمعية الأمريكية لمدرسي اللغة الفرنسية لجنة وطنية للكفاءة الثقافية؛ وذلك لتشكيل مؤشرات الكفاءة الثقافية في اكتساب اللغة الفرنسية كلغة أجنبية.
ساد لعدة سنوات مفهوم الكفاءة التواصلية في طرق تدريس اللغات الأجنبية، وكان هذا هو الهدف في عملية تعليم وتعلم اللغة الأجنبية، فعبر الكفاءة التواصلية، يكتسب متعلم اللغات القدرة على استخدام المعرفة ومعرفة ما يجب عليه فعله، وكيفية فعله أو القيام به، وكان يبدو هكذا أنه قد تم تحقيق الهدف، ولكن كان من الضروري إدماج الشق الثقافي في هذا المفهوم، ومن ثم تم اقتراح مصطلح كفاءة التفاعل الثقافي، التي على الرغم من أنها تستند إلى نظرية الكفاءة التواصلية إلا أنها تختلف عنها بكونها تركز على الطالب واحتياجاته للتفاعل مع ثقافة أخرى أو مع أناس من ثقافات أخرى.
وبذلك، فقد تغيرت في العقود الأخيرة الدراسات حول تدريس الثقافة الأجنبية، وانتقلت من التركيز على المعرفة فقط لإعطاء أهمية أكبر للإعداد الثقافي باعتباره جزءًا أساسيًا في التعلم التواصلي لأي لغة، وأيضًا لإعداد الأشخاص للتواصل والتفاعل الثقافي. ومن الجدير بالذكر أن مفهوم التفاعل الثقافي يتجاوز المفهوم الاجتماعي الثقافي كجزء لا يتجزأ من الكفاءة التواصلية حيث إنه  قد تزايدت مؤخرًا الأهمية المولاة للتفاعل الثقافي الذي أصبح أحد المهارات العامة الأساسية  المشار إليها في الإطار الأوروبي المرجعي الموحد.